# Uí Dúnlainge
Els Uí Dúnlainge, de l'irlandès antic 'nets de Dúnlaing', van ser una dinastia irlandesa de reis de Leinster que remuntaven el seu origen a Dúnlaing mac Énda Niada, del que es diu era cosí d'Énnae Cennsalach, avantpassat epònim de la dinastia rival de Uí Cheinnselaig.
Després de la mort de Áed mac Colggen a la batalla de Ballyshannon el 738, les pretensions de la família al tron de Leinster no van trobar oposició, i van gaudir del poder en la província entre 750 i 1000. La dinastia es va dividir en tres branques que es van alternar al poder durant aquest període, el que, segons Francis John Byrne del University College Dublin, hauria estat com mantenir "tres taronges a l'aire" -la corona de Ulaid també feia una rotació entre diverses famílies-. En resum, 14 reis dels Uí Muiredaig (posteriorment els O'Toole) van regnar des de Mullaghmast, 9 reis dels Uí Faelain (més tard convertits en O'Byrnes) van tenir la seva seu a Naas i 10 dels Uí Dúnchada, posteriorment FitzDesmonds van governar des de Lyons Hill, a prop de Dublín.
La influència de la família va contribuir a fer que diversos llocs del comtat de Kildare es convertirien amb el temps en llocs quasi mítics per a la literatura heroica i romàntica, com Dinnshenchas Érenn. Després de la mort el 1042 de Murchad Mac Dunlainge, l'últim rei de Leinster amb seu a Kildare, la corona de Leinster va revertir en la família dels Uí Cheinnselaig, que governaven el sud-est de la província.